# Bertie Carvel

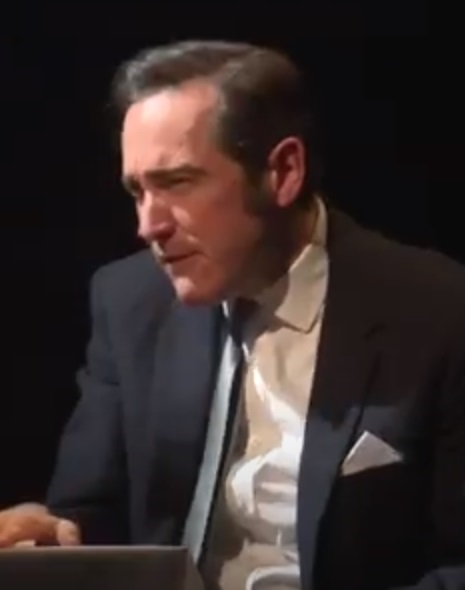
Bertie Carvel, 2019

Bertie Carvel (* 6. September 1977 in London) ist ein englischer Film- und Theaterschauspieler.

## Leben
Bertie Carvel wurde als Sohn einer Psychologin und eines Journalisten geboren. Seine Schulzeit verbrachte er an der University College School in Hampstead, einer Privatschule im Nordwesten Londons. Er studierte Englisch an der University of Sussex und schloss dieses Studium mit dem Bachelor ab. Von 2000 bis 2003 absolvierte er erfolgreich eine Schauspielausbildung an der Royal Academy of Dramatic Art.
Seit 2004 steht er regelmäßig für Kino- und Fernsehproduktionen vor der Kamera. In der TV-Serie Jonathan Strange & Mr Norrell spielte er die Figur des Magiers Jonathan Strange. In der ab 2015 bei BBC One erstausgestrahlten Serie  Doctor Foster  war er als untreuer Ehemann Simon zu sehen.
Darüber hinaus gewann er zweimal den Laurence Olivier Award: 2012 für seine Darstellung der Miss Trunchbal in Matilda the Musical sowie 2018 für seine Darstellung des Zeitungsmoguls Rupert Murdoch in Ink. Am Broadway gewann er für seine Darstellung von Murdoch in Ink den Tony Award als Bester Nebendarsteller.
Carvel ist Schirmherr der „Playing Shakespeare“-Einrichtung des Globe Theatres. 2013 und 2015 wurde er in das elfköpfige Komitee der Schauspielergewerkschaft Equity gewählt.

## Filmografie (Auswahl)
- 2004: Hawking – Die Suche nach dem Anfang der Zeit (Hawking)
- 2007: Doctor Who (Fernsehserie, 1 Folge)
- 2008: John Adams – Freiheit für Amerika (John Adams, Fernsehsiebenteiler)
- 2009: Inspector Barnaby (Midsomer Murders, Fernsehserie, 1 Folge)
- 2009: Primeval – Rückkehr der Urzeitmonster (Primeval, Fernsehserie, 1 Folge)
- 2009: Waking the Dead – Im Auftrag der Toten (Waking the Dead, Fernsehserie, 2 Folgen)
- 2010: Sherlock (Fernsehserie, 1 Folge)
- 2012: Les Misérables
- 2014: Babylon (Fernsehsiebenteiler)
- 2014: The Wrong Mans – Falsche Zeit, falscher Ort (The Wrong Mans, Fernsehserie, 1 Folge)
- 2015: Jonathan Strange & Mr. Norrell (Fernsehserie, 7 Teile)
- 2015, 2017: Doctor Foster (Fernsehserie, 10 Folgen)
- 2016: Es war einmal … nach Roald Dahl (Revolting Rhymes, Fernsehzweiteiler)
- 2017–2023: The Crown (Fernsehserie)
- 2021: Macbeth (The Tragedy of Macbeth)
- 2021–2023: Adam Dalgliesh, Scotland Yard (Dalgliesh, Fernsehserie, 12 Folgen)